# Gnamptogenys simplicoides
Gnamptogenys simplicoides är en myrart som först beskrevs av Auguste-Henri Forel 1908.  Gnamptogenys simplicoides ingår i släktet Gnamptogenys och familjen myror. Inga underarter finns listade i Catalogue of Life.